# Tomas Trainini
Tomas Trainini (Brescia, 23 september 2001) is een Italiaans voormalig wielrenner die in 2022 zijn carrière afsloot bij Bardiani CSF Faizanè.

## Carrière
Als junior won Trainini een etappe in de Vredeskoers voor junioren en de Trofeo Commune di Vertova, een Italiaanse eendagskoers. Daarnaast nam hij deel aan het Europese kampioenschap in Alkmaar, waar hij op plek 44 eindigde in de door Andrii Ponomar gewonnen wegwedstrijd.
In 2021 werd Trainini prof bij Bardiani CSF Faizanè. Zijn debuut voor de ploeg maakte hij in Turkije, waar hij in zijn tweede wedstrijd, de Grand Prix Velo Manavgat, naar de achttiende plek sprintte. Later dat seizoen nam hij deel aan onder meer de Ronde van Denemarken en de Ronde van Poitou-Charentes in Nouvelle-Aquitaine. Vanwege motivatieproblemen beëindigde hij in april 2022, op 20-jarige leeftijd, zijn carrière.

## Overwinningen
2019
2e etappe deel B Vredeskoers, Junioren
Trofeo Commune di Vertova

## Ploegen
- 2021 –  Bardiani CSF Faizanè
- 2022 –  Bardiani CSF Faizanè (tot 5 april)

Battaglin · Bonillo · Cañaveral · Colnaghi · Covili · El Gouzi · Fiorelli · Gabburo · Marcellusi · Martinelli · Mazzucco · Modolo · Mulubrhan (vanaf 21/4) · Nieri · Pellizzari · Pinarello · Rastelli · Santaromita · Tarozzi · Tolio · Tonelli · Trainini (tot 5/4) · Visconti (tot9/3) · Zana · Zanoncello · Zoccarato · Magli (stagiair)